# 방송사고
방송사고(放送事故)란 텔레비전 또는 라디오 등 각종 방송 매체에서 프로그램을 송출하는 과정에서 기술적 장애, 인적 과실, 또는 외부적 요인으로 인해 정상적인 방송 진행이 불가능하거나 심각한 차질이 발생하는 현상을 의미한다. 이는 방송 내용의 중단, 왜곡, 혹은 부적절한 장면 및 발언의 노출 등 다양한 형태로 나타날 수 있으며, 시청자 및 청취자의 수용 경험에 직접적인 영향을 미친다.

## 유형

### 기술적 원인에 의한 사고
송출 장비의 고장이나 전력 공급의 중단은 화면과 음향의 송출을 전면적으로 불가능하게 만들 수 있다. 또한 전송 과정에서 신호에 장애가 발생할 경우 화면이 끊기거나 잡음이 유입되며, 음향과 영상이 불일치하는 현상이 나타날 수 있다. 더 나아가 자막 시스템의 오류가 발생하면 발언 내용과 상이하거나 부적절한 자막이 송출되어 방송의 신뢰성을 저해할 수 있다.

### 인적 과실에 의한 사고
진행자나 출연자가 대본을 착오하여 잘못 전달하거나 발언 과정에서 실수를 범하는 경우, 혹은 방송 금칙어를 사용하는 경우가 발생할 수 있다. 또한 제작진의 신호 전달 오류나 장비 조작상의 실수와 같은 내부 운영상의 문제로 인하여 방송 진행에 차질이 빚어지기도 한다.

### 외부 요인에 의한 사고
스튜디오나 중계 현장에서 화재, 붕괴, 시위 난입 등과 같은 돌발 사고가 발생하는 경우가 있으며, 생방송 도중에는 범죄, 재난 상황, 돌발적 자연현상 등 예기치 못한 사건·사고가 개입하여 방송 진행에 심각한 차질을 초래할 수 있다.

## 같이 보기
- 도청장치 방송사고
- 문화방송 음악캠프 성기 노출 사고
- 2006년 KBS 2TV 〈위기탈출 넘버원〉 방송사고

- 방송